# Die Tauben von San Marco
Die Tauben von San Marco, op. 414, är en polka-française av Johann Strauss den yngre. Den framfördes första gången den 3 februari 1884 i Volksgarten i Wien.

## Historia
Johann Strauss operett En natt i Venedig hade premiär i Berlin den 3 oktober 1883 och blev ett praktfiasko. I tredje akten, när "Lagunvalsen" sjöngs till texten 'Nacht sind die Katzen ja grau, nachts tönt es zärtlich Miau!' ('om natten är katterna grå, då jama de kärligt mjao'), började berlinpubliken att jama och skrika. Föreställningen fick avbrytas för en stund. Sedan lyckades den märkbart skakade kompositören fortsätta stycket till slut. Strauss och librettisterna fick arbeta snabbt med att ändra om musik och text innan operetten gick upp i Wien sex dagar senare. Där blev föreställningen en stor succé och flera av numren fick tas om. Strauss arrangerade totalt sex separata orkesterstycken från operettens musiknummer, däribland polkan Die Tauben von San Marco.
Akt III av operetten utspelas på Markusplatsen framför den stora Markuskyrkan i Venedig med karnevalståg och de berömda duvorna. En "Taubenchor" (Duvkör) bestående av damer i korta kostymer med vita fjädrar uppträder i par och flaxar omkring medan de sjunger om "Die Tauben von San Marco". Strauss återanvände kören och titeln till sin polka. I tema 1A använder han klarinetter för att återskapa duvornas "kuttrande", vilket sedan utökas till hela orkestern i slutsektionen. 
Då komponerandet av operetten En natt i Venedig var förknippat med personlig sorg (under arbetet skildes han från sin andra hustru), engagerade han sig inte lika mycket i framförandet av de sex orkesterstyckena. Brodern Eduard Strauss dirigerade en konsert i Musikverein den 14 oktober 1883 som bestod av ouvertyren till En natt i Venedig och en grupp av sånger från operetten "arrangerade i polkaform av Eduard Strauss". Kadriljen Eine Nacht in Venedig (op. 416) spelade han i Hofburg den 4 februari 1884. Johann Strauss själv bemödade sig enbart att presentera ett verk personligen: Lagunen-Walzer (op. 411) i Musikverein den 4 november 1883. Ansvaret för framförandet av de återstående verken föll på de militärorkestrar som var stationerade i Wien. Infanteriregementet Nr 34 framförde polkan Die Tauben von San Marco i Volksgarten vid en söndagskonsert den 3 februari 1884. 

## Om polkan
Speltiden är ca 4 minuter och 42 sekunder plus minus några sekunder beroende på dirigentens musikaliska tolkning.
Polkan var ett av sex verk där Strauss återanvände musik från operetten En natt i Venedig:
- Lagunen-Walzer, Vals, Opus 411
- Pappacoda-Polka, Polka-francaise, Opus 412
- So ängstlich sind wir nicht, Schnellpolka, Opus 413
- Die Tauben von San Marco, Polka-francaise, Opus 414
- Annina, Polkamazurka, Opus 415
- Eine Nacht in Venedig, Kadrilj, Opus 402

## Weblänkar
- Die Tauben von San Marco i Naxos-utgåvan.